# Miotonía
La miotonía es un síntoma de un cierto número de trastornos neuromusculares y que se caracteriza por la relajación lenta de los músculos después de la contracción voluntaria o la estimulación eléctrica.

## Descripción
En general, es necesario llevar a cabo movimientos repetidos para relajar los músculos, y la condición mejora una vez los músculos se han calentado por el movimiento. Sin embargo, un prolongado ejercicio a cierto nivel también puede desencadenar la enfermedad. Las personas con este trastorno pueden tener problemas para soltar objetos de las manos o pueden tener dificultad para levantarse desde una posición sentada y una marcha torpe y rígida. Los síntomas de la miotonía se experimentan con frecuencia en mujeres durante el embarazo. 

## Músculos
La miotonía puede afectar a todos los grupos musculares, sin embargo el patrón de los músculos afectados puede variar dependiendo del trastorno específico involucrado. Puede ser adquirida o heredada, y la causa reside en una anomalía de la membrana muscular. En concreto, los canales de iones. La miotonía es un síntoma frecuente en pacientes con distrofia muscular miotónica, de los cuales existen dos tipos documentados y se especula sobre un tercer tipo adicional probable. También es frecuente en un grupo de trastornos llamados canalopatías (enfermedades hereditarias causadas por mutaciones en los canales de iones de potasio o de cloruro de sodio de transporte en la membrana muscular), como la miotonía congénita (miotonía congénita) en los que se identifican dos tipos, la llamada enfermedad de Becker y la enfermedad de Thomsen. También hay un desorden llamado Paramiotonía congénita. La miotonía derivada de canalopatías y la distrofia muscular miotónica puede ser exacerbada por la exposición al frío (al calor en ciertos casos), por comer alimentos ricos en potasio (como los plátanos), con el esfuerzo, sobre todo después de largos períodos de inactividad, repentinas sorpresas y situaciones de estrés.

## Otros animales
La miotonía no siempre es un fenómeno relacionado con una enfermedad o anormalidad. Los humanos y otros animales (como la cabra miotónica) a menudo muestran síntomas de miotonía cuando se hallan en situaciones de estrés extremo o miedo. Un aumento de cierto tipo de hormonas, como la adrenalina y el cortisol, puede causar tensión muscular en todo el cuerpo.
Un extraño caso de miotonía congénita se vio en un video en Internet muy visto donde dos gatitos, Spike y Charlie, se desmayaban con el mínimo ruido o movimiento.

## Peligros
Las personas que sufren de trastornos que implican miotonía puede tener una reacción peligrosa y mortal bajo el efecto de ciertos anestésicos. Una de estas condiciones se produce cuando el paciente está bajo anestesia. Esta se denomina "Hipertermia Maligna". Los anestesiólogos no pueden diagnosticar esta condición hasta que el paciente está bajo anestesia por lo que conlleva un serio peligro para la vida y requiere una supervisión especial. 